# Пам'ятник імператору Олександру I (Таганрог)
Пам'ятник російському імператору Олександру І — статуя російського імператора Олександра I встановлена у Таганрозі в 11 вересня 1998 року на Банківській площі, копія пам'ятника роботи І. П. Мартоса, знищеного в 1920-х роках.

## Історія
Перший пам'ятник Олександру I споруджений за ініціативою таганрозців з метою увічнення пам'яті про перебування і кончину імператора в Таганрозі в 1825 році. Думка про його спорудження виникла відразу ж після раптової кончини імператора. Міська влада звернулася з проханням розробити проект до прославленого скульптора І. П. Мартоса, який взявся посприяти увічненню пам'яті Олександра І і передав прохання городян своєму родичу. Той негайно приступив до роботи. Як автора архітектурної частини монумента І. П. Мартос запросив відомого російського зодчого А. І. Мельникова, який на той час вже створив для Таганрога проект Успенського собору.
Спочатку передбачалося побудувати на Олександрівській (нині Червоній) площі храм в ім'я святого Олександра Невського і в ньому поставити бюст покійного імператора. Але з ряду причин від цієї ідеї відмовилися. Тоді Іван Петрович запропонував виготовити фігуру на весь зріст і встановити пам'ятник на відкритому просторі. Цей проект був затверджений, і почався збір коштів. Таганрозці зібрали 25 тисяч рублів, іншу необхідну суму — 33 тисячі пожертвували члени сім'ї Романових.
Місце для встановлення пам'ятника на Єрусалимській площі (нині Банківській) навпроти Грецького монастиря було зазначено самою імператрицею Єлизаветою Олексіївною.
Відкриття пам'ятника відбулося 23 жовтня 1831 року. Цього дня був відслужений подячний молебень, під дзвін і гарматні постріли впав білий шовк, і присутні побачили колосальну бронзову статую вагою близько півтори тонни на масивному гранітному п'єдесталі, до якого вели п'ять сходинок.

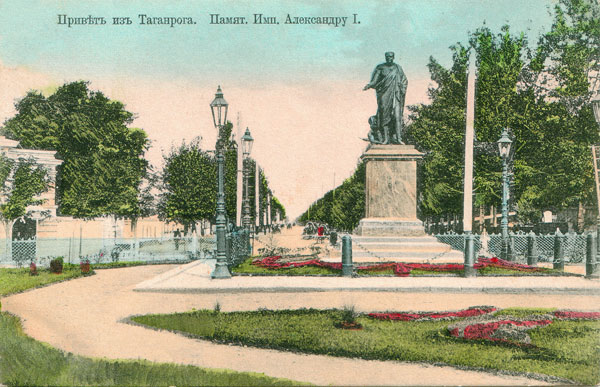
Вигляд пам'ятника у 19 столітті

Олександр I, одягнений в генеральський мундир і спадаючий плащ, гордо попирав ногою змію, яка звивалась. Ця алегорія означала його перемогу над Наполеоном. Однією рукою імператор підтримував ефес шпаги, в іншій знаходився звід законів Російської імперії. Крилаті ангели біля його ніг символізували «ангельський» характер Олександра. Скульптура вражала великою портретною схожістю.
Місцевий художник, вчитель живопису в гімназії Сангуров зафіксував на картині цю подію. Згодом картина була придбана багатим купцем І. І. Лободою, а після його смерті вдова Марта Іванівна (тітка А. П. Чехова) подарувала її міському музею.
Місце, де стояв пам'ятник, через шість років було обгороджено чавунними тумбами і важкими ланцюгами. У свій час біля монумента постійно знаходився військовий караул. У 1855 році на площі навколо пам'ятника висадили дуби, упорядкували сквер, який у 1888 році був обнесений сталевою гратчастою огорожею.
Після більшовицького перевороту нова влада почала скидати колишніх кумирів вітчизняної історії. Скинута в 1920 році з п'єдесталу фігура Олександра «Благословенного» (як його називала вся Європа за перемогу над Наполеоном) деякий час стояла, забита дошками, на площі. Потім її перетягнули на подвір'я історичного музею, що розміщувався в колишньому імператорському палаці. У 1932 році скульптуру Олександра I було знято з п'єдесталу і відправлено на переплавку. П'єдестал імператорського пам'ятника використовували для обеліска на могилі червоногвардійців, які загинули у січні 1918 року, в міському саду.
На місці колишнього пам'ятника Олександру в тому ж 1920 році був похований учасник громадянської війни Т. І. Дишловой; пізніше його прах був перенесений на міське кладовище. У 1930 році при будівництві на місці колишнього монастиря триповерхового житлового будинку сквер був знищений.

## Новий пам'ятник
У 1998 році до 300-річчя міста пам'ятник був відновлений за збереженою авторською моделлю на кошти філії банку «Російський кредит». Урочисте відкриття відбулося 11 вересня 1998 року.